# Worknesh Mesele
Worknesh Mesele Handeno (in amarico ወርቅነሽ መሰለ ሀንዴኖ; 10 giugno 2001) è una mezzofondista etiope.

## Progressione

### 800 metri piani
| Stagione | Misura     | Luogo     | Data      | Rank. Mond. |
| -------- | ---------- | --------- | --------- | ----------- |
| 2024     | 1'59"93(i) | Toruń     | 6-2-2024  |             |
| 2023     | 1'58"75    | Madrid    | 22-7-2023 |             |
| 2022     | 2'01"98    | Montreuil | 2-6-2022  |             |
| 2021     | 1'58"71    | Hengelo   | 8-6-2021  |             |

### 1500 metri piani
| Stagione | Misura  | Luogo   | Data      | Rank. Mond. |
| -------- | ------- | ------- | --------- | ----------- |
| 2024     | 3'57"61 | Xiamen  | 20-4-2024 |             |
| 2023     | 3'57"00 | Chorzów | 16-7-2023 |             |

## Palmarès
| Anno | Manifestazione      | Sede         | Evento       | Risultato  | Prestazione | Note  |
| ---- | ------------------- | ------------ | ------------ | ---------- | ----------- | ----- |
| 2018 | Campionati africani | Asaba        | 400 m piani  | 4ª         | 55"12       | [ 1 ] |
| 2019 | Giochi panafricani  | Rabat        | 400 m piani  | Batteria   | 55"79       | [ 2 ] |
| 2019 | Giochi panafricani  | Rabat        | 4x400 m      | 6ª         | 3:41.45     | [ 2 ] |
| 2022 | Campionati africani | Saint-Pierre | 800 m piani  | 4ª         | 2'03"67     | [ 3 ] |
| 2023 | Mondiali            | Budapest     | 800 m piani  | Semifinale | 1'59"54     | [ 4 ] |
| 2024 | Giochi olimpici     | Parigi       | 800 m piani  | 6ª         | 1'58"28     |       |
| 2025 | Mondiali indoor     | Nanchino     | 1500 m piani | Batteria   | 4'10"61     |       |

## Campionati nazionali
- 1 volta campionessa nazionale etiope dei 400 metri piani (2019)
- 1 volta campionessa nazionale etiope degli 800 metri piani (2022)

2018
- Argento ai campionati etiopi (Addis Abeba), 400 m piani - 53"97

2019
- Oro ai campionati etiopi (Addis Abeba), 400 m piani - 53"4

2021
- 4ª ai campionati etiopi (Addis Abeba), 800 m piani - 2'03"2

2022
- Oro ai campionati etiopi (Hawassa), 800 m piani - 2'02"1

## Altre competizioni internazionali
2023
- 13ª al Prefontaine Classic (Finali) ( Eugene), 1500 m - 4'09"34

2024
- Bronzo allo Xiamen Diamond League ( Xiamen), 1500 m - 3'57"61
- 7ª al Golden Gala ( Roma), 1500 m piani - 3'58"15
- 10ª al Memorial Van Damme ( Bruxelles), 1500 m piani - 4'00"19
- 4ª alla Doha Diamond League ( Doha), 1500 m piani - 4'01"25
- 10ª al Prefontaine Classic ( Eugene), 800 m piani - 2'01"53